# Tamarit de Llitera / Tamarite de Litera
Tamarit de Llitera / Tamarite de Litera är en ort i Spanien.   Den ligger i provinsen Provincia de Huesca och regionen Aragonien, i den nordöstra delen av landet, 400 km öster om huvudstaden Madrid. Tamarit de Llitera / Tamarite de Litera ligger 369 meter över havet och antalet invånare är 3 655.
Terrängen runt Tamarit de Llitera / Tamarite de Litera är platt åt sydväst, men åt nordost är den kuperad. Terrängen runt Tamarit de Llitera / Tamarite de Litera sluttar söderut. Runt Tamarit de Llitera / Tamarite de Litera är det ganska glesbefolkat, med 26 invånare per kvadratkilometer. Närmaste större samhälle är Monzón, 19,4 km väster om Tamarit de Llitera / Tamarite de Litera. Trakten runt Tamarit de Llitera / Tamarite de Litera består till största delen av jordbruksmark.